# Anderson Duffey Packers 1946-1947
La stagione 1946-47 degli Anderson Duffey Packers fu la 1ª nella NBL per la franchigia.
Gli Anderson Duffey Packers arrivarono quinti nella Western Division con un record di 24-20, non qualificandosi per i play-off.

## Roster
| N° | Naz.                   | Ruolo | Sportivo      | Anno | Alt. | Peso |
| -- | ---------------------- | ----- | ------------- | ---- | ---- | ---- |
|    | Stati Uniti (bandiera) | AC    | Howie Schultz | 1922 | 198  | 91   |
|    | Stati Uniti (bandiera) | A     | Ed Stanczak   | 1921 | 185  | 84   |
|    | Stati Uniti (bandiera) | GA    | Rollie Seltz  | 1924 | 178  | 75   |
|    | Stati Uniti (bandiera) | GA    | Bill Hapac    | 1918 | 188  | 85   |
|    | Stati Uniti (bandiera) | AC    | Elmer Gainer  | 1918 | 198  | 88   |
|    | Stati Uniti (bandiera) | GA    | Charley Shipp | 1913 | 185  | 91   |
|    | Stati Uniti (bandiera) | AC    | Ed Lewinski   | 1918 | 193  | 95   |
|    | Stati Uniti (bandiera) | GA    | Bob Bolyard   | 1920 | 183  | 83   |
|    | Stati Uniti (bandiera) | G     | Frank Gates   | 1920 | 183  | 73   |
|    | Stati Uniti (bandiera) | AC    | Jerry Bush    | 1914 | 191  | 91   |
|    | Stati Uniti (bandiera) | GA    | Dale Morey    | 1918 | 185  | 82   |
|    | Stati Uniti (bandiera) | GA    | Dick Furey    | 1925 | 191  | 88   |
|    | Stati Uniti (bandiera) | G     | Jack Stanton  | 1921 | 183  | 79   |
|    | Stati Uniti (bandiera) | GA    | Howie Hoffman | 1921 | 193  | 88   |
|    | Stati Uniti (bandiera) | GA    | Russ Wilkins  | 1923 | 185  | 86   |
|    | Stati Uniti (bandiera) | AC    | Ben Gardner   | 1919 | 191  | 86   |

## Staff tecnico
- Allenatore: Murray Mendenhall